# 二橋 (臺南市)
二橋，是臺灣臺南市仁德區的一個傳統地域名稱，位於該區南部。相較於今日行政區，其範圍大致為中洲里西北部、二行里南端、大甲里東南端、保安里仁德工業區南端，以及因二仁溪河道變遷而劃入高雄市湖內區太爺里北端。

## 歷史
台灣日治初期，二橋地區為一（舊制）街庄，稱為「二橋庄」，隸屬於依仁里。昔日該庄北與車路墘庄為鄰，東北與港墘庄為鄰，東南邊及南邊東段與中洲庄為鄰，南邊西段隔二層行溪（今二仁溪）與海埔庄、圍仔內庄為界，西邊及西北邊為大甲庄。
1901年（日治明治三十四年）11月，全台設置二十廳，該庄隸屬於臺南廳。1903年（明治三十六年）6月，該庄編入「文依區」，隸屬於臺南廳。1909年（明治四十二年）10月，合併二十廳為十二廳，文依區仍隸屬於臺南廳。1920年（大正九年），廢十二廳改設五州二廳，該庄改制為「二橋」大字，隸屬於臺南州新豐郡仁德庄（新制街庄）。
戰後仁德庄改制為仁德鄉，隸屬於臺南縣，大字亦改制為村。1950年雲、嘉、南分治，仁德鄉仍隸屬於臺南縣。2010年12月25日，因臺南縣市合併為直轄市臺南市，仁德鄉改制為仁德區，村亦改制為里。

## 聚落
二橋聚落位置今港尾溝溪滯洪池與二仁溪堤防一帶，在日治初期的官方台灣堡圖上已有記載，後來散庄。

## 交通
台鐵縱貫線是台灣西部南北鐵路幹線，經過本地區東北部。最近的車站在北側為仁德車站，在南側為中洲車站。仁德車站屬簡易站，中洲車站屬二等站，均只停靠區間車；由此等可前往台鐵沿線各站。
省道台1線又稱「縱貫公路」，是臺北至屏東縣楓港的傳統平面幹道，經過本地區西端（現已被二仁溪切斷部分）。由該道路北行可前往省道台86線（東西向快速公路－台南關廟線）台南交流道、臺南市南區/東區邊界、東區、永康區、新市區等地，南行可前路竹區、岡山區、橋頭區、楠梓區等地。
區道南352線（舊南160線）是十三甲至龜洞的道路。